# Cancrincola abbreviata
Cancrincola abbreviata is een eenoogkreeftjessoort uit de familie van de Cancrincolidae. De wetenschappelijke naam van de soort is voor het eerst geldig gepubliceerd in 1957 door Humes.